# العلاقات الجنوب إفريقية الفيجية
العلاقات الجنوب أفريقية الفيجية هي العلاقات الثنائية التي تجمع بين جنوب أفريقيا وفيجي.

## مقارنة بين البلدين
هذه مقارنة عامة ومرجعية للدولتين:
| وجه المقارنة                                              | جنوب أفريقيا | فيجي                                                                 |
| --------------------------------------------------------- | --- | -------------------------------------------------------------------- |
| المساحة (كم2)                                             | 1.22 مليون | 18.27 ألف                                                            |
| عدد السكان (نسمة)                                         | 57.73 مليون | 915.30 ألف                                                           |
| الكثافة السكانية (ن./كم²)                                 | 47.32 | 50.1                                                                 |
| العاصمة                                                   | بريتوريا، بلومفونتين، كيب تاون | سوفا                                                                 |
| اللغة الرسمية                                             | لغة إنجليزية، اللغة الأفريقانية، اللغة النديبلي الجنوبية، اللغة السوثو الشمالية، اللغة السوتية، لغة سوازي، اللغة التسونجا، اللغة التسوانية، اللغة الفيندية، اللغة الكوسية، اللغة الزولوية | لغة إنجليزية، اللغة الفيجية، اللغة الفيجي الهندية، اللغة الهندستانية |
| العملة                                                    | راند جنوب أفريقي | دولار فيجي                                                           |
| الناتج المحلي الإجمالي (بليون دولار)                      | 349.42 مليار | 5.06 مليار                                                           |
| الناتج المحلي الإجمالي (تعادل القوة الشرائية) بليون دولار | 725.91 مليار | 8.32 مليار                                                           |
| الناتج المحلي الإجمالي الاسمي للفرد دولار أمريكي          | 5.72 ألف | 4.96 ألف                                                             |
| الناتج المحلي الإجمالي للفرد دولار أمريكي                 | 13.05 ألف | 8.79 ألف                                                             |
| مؤشر التنمية البشرية                                      | 0.666 | 0.727                                                                |
| رمز المكالمات الدولي                                      | +27 | +679                                                                 |
| رمز الإنترنت                                              | .za | .fj                                                                  |
| المنطقة الزمنية                                           | ت ع م+02:00، أفريقيا/جوهانسبرغ ‏ | ت ع م+12:00                                                          |

## منظمات دولية مشتركة
يشترك البلدان في عضوية مجموعة من المنظمات الدولية، منها:
| علم المنظمة | اسم المنظمة                                 | تاريخ انضمام جنوب أفريقيا | تاريخ انضمام فيجي |
| ----------- | ------------------------------------------- | ------------------------- | ----------------- |
|             | المنظمة الهيدروغرافية الدولية               | ?                         | ?                 |
|             | الاتحاد البريدي العالمي                     | ?                         | ?                 |
|             | يونسكو                                      | 4 نوفمبر 1946             | 14 يوليو 1983     |
|             | البنك الدولي للإنشاء والتعمير               | 27 ديسمبر 1945            | 28 مايو 1971      |
|             | منظمة التجارة العالمية                      | 1995                      | ?                 |
|             | وكالة ضمان الاستثمار متعدد الأطراف          | 10 مارس 1994              | 24 سبتمبر 1990    |
|             | الاتحاد الدولي للاتصالات                    | 1910                      | 5 مايو 1971       |
|             | منظمة الشرطة الجنائية الدولية               | ?                         | ?                 |
|             | مؤسسة التمويل الدولية                       | 3 أبريل 1957              | 12 يوليو 1979     |
|             | الأمم المتحدة                               | 7 نوفمبر 1945             | 13 أكتوبر 1970    |
|             | مجموعة دول أفريقيا والكاريبي والمحيط الهادئ | ?                         | ?                 |
|             | مؤسسة التنمية الدولية                       | 12 أكتوبر 1960            | 29 سبتمبر 1972    |
|             | منظمة حظر الأسلحة الكيميائية                | ?                         | ?                 |

## وصلات خارجية
- موقع وزارة الخارجية الجنوب أفريقية
- موقع وزارة الخارجية الفيجية